# Apfelbeckiella trnowensis
Apfelbeckiella trnowensis är en mångfotingart som först beskrevs av Karl Wilhelm Verhoeff 1928.  Apfelbeckiella trnowensis ingår i släktet Apfelbeckiella och familjen kejsardubbelfotingar.

## Underarter
Arten delas in i följande underarter:
- A. t. deliormana
- A. t. dobrogica
- A. t. golemanskyi
- A. t. rhodopina